# Beijnes

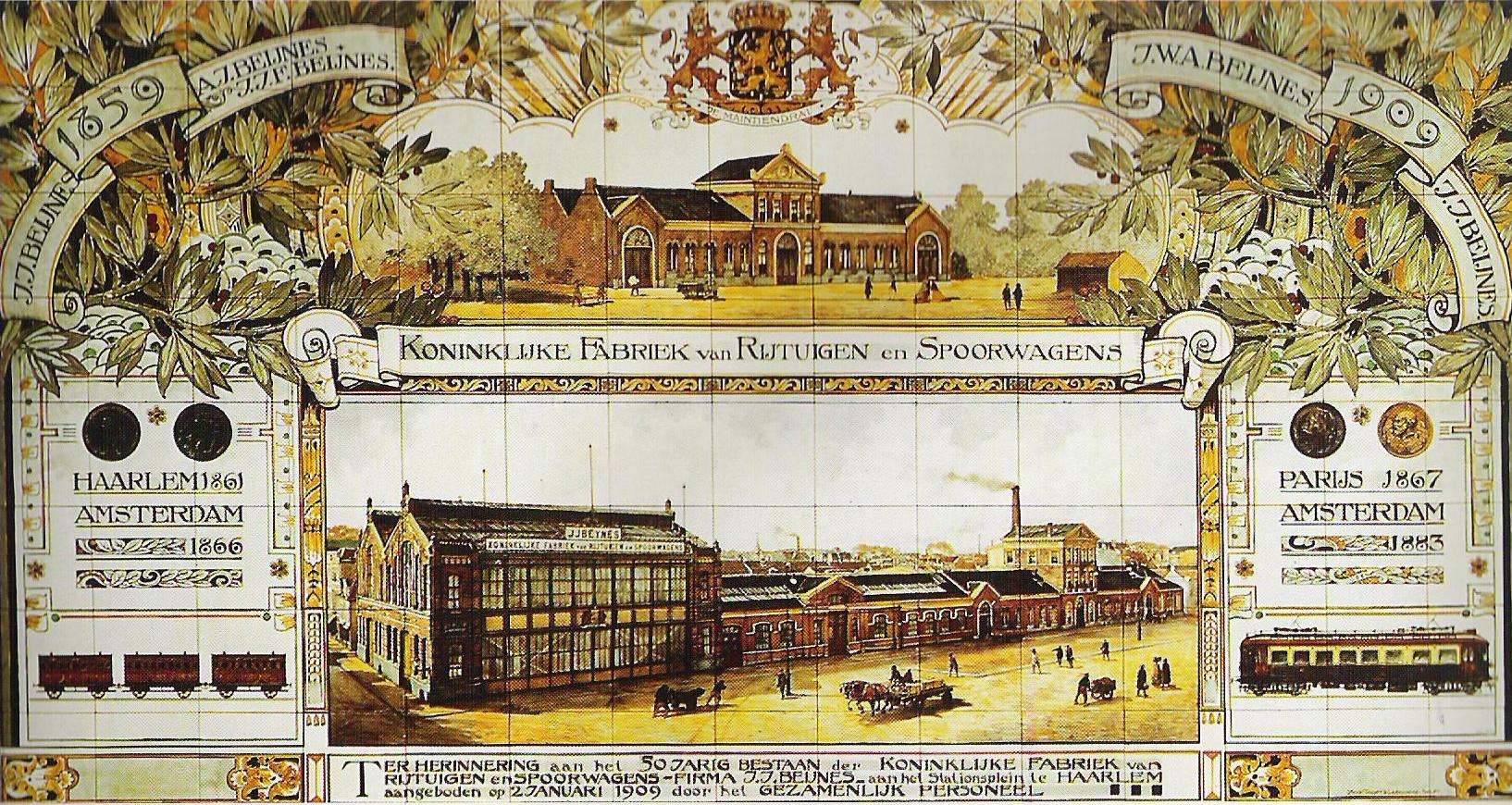
Kachelwand mit Abbild des Beijnes Werks in Haarlem gegenüber vom Hauptbahnhof, um 1909

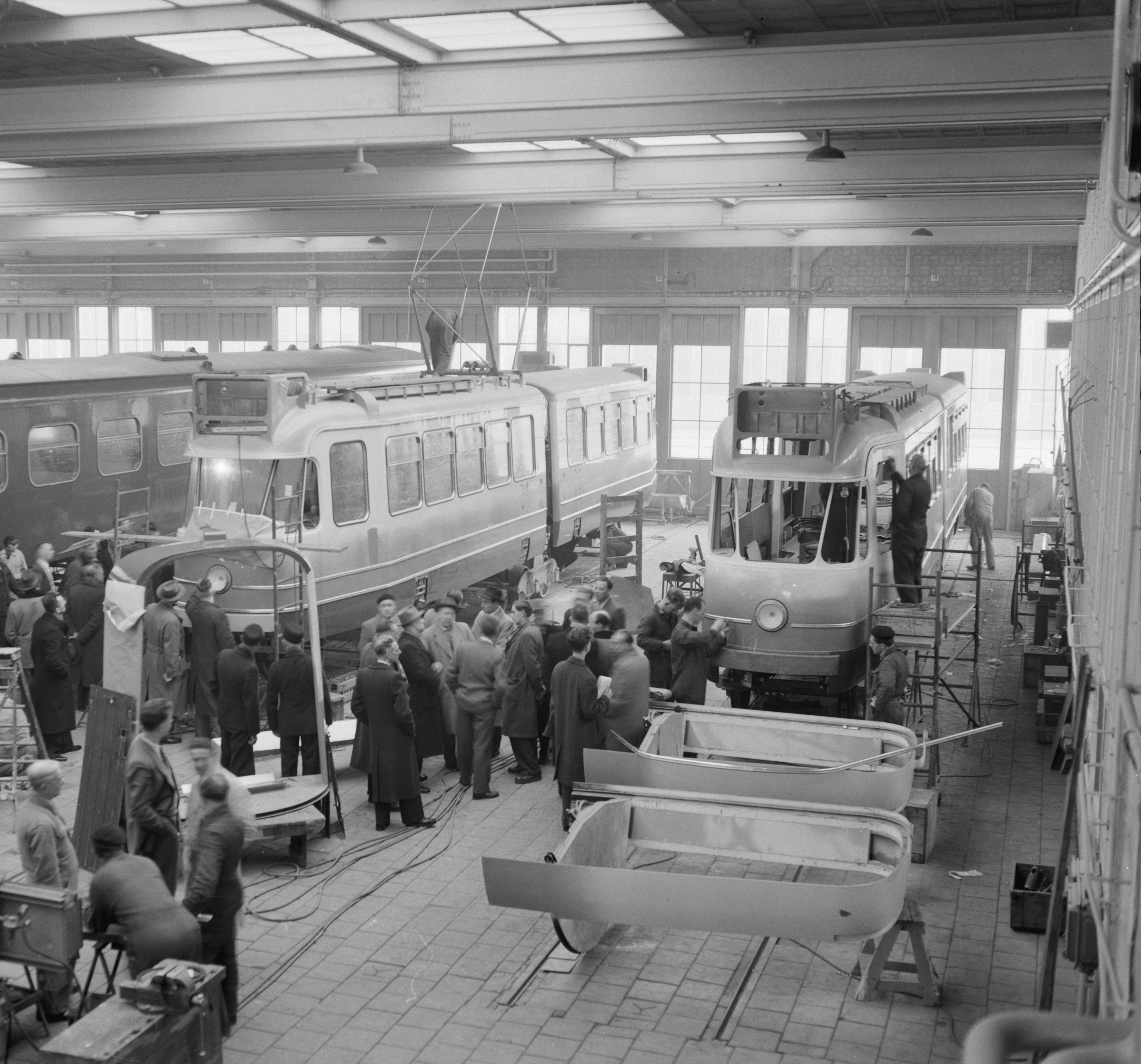
Fabrikhalle in Beverwijk mit Straßenbahnzügen für die Stadt Amsterdam, 1957

Beijnes war ein 1838 gegründeter niederländischer Hersteller von Eisenbahnwagen, Triebwagen, Straßenbahnen und Omnibussen. Begonnen hat er mit Pferdekutschen. Das Werk wurde 1963 aufgelöst.

## Gründung und Aufbaujahre
Der Zimmermann Johannes Jacobus Beijnes (1814–1888) gründete 1838 in Haarlem eine Werkstatt als Stellmacher. Kurz darauf stieg sein jüngerer Bruder Anton, ein gelernter Schmied, in das Geschäft mit Eisenbeschlägen ein und gemeinsam begannen sie Kutschen zu bauen. Im Jahr darauf wurde in den Niederlanden die erste Eisenbahnlinie mithilfe von englischem Know-how und Material eröffnet. Die Brüder Beijnes, die in diesen Markt einsteigen wollten, erhielten 1855 den ersten Auftrag für die Lieferung von Eisenbahn-Personenwagen. Das Unternehmen firmierte nun als „Fabriek van Rijtuigen en Spoorwagens J.J. Beijnes“ (Fabrik für Kutschen und Eisenbahnwagen J.J. Beijnes). Es entwickelte sich erfolgreich und errichtete 1858 eine neue Fabrik in Haarlem gegenüber vom Bahnhof. 1870 gewährte König Wilhelm III dem Unternehmen das Prädikat „Koninklijke“ (Königlich) als Namensbestandteil.

## Blüte und Niedergang
Die Niederländische Eisenbahn (NS) setzte im inländischen Personenverkehr nach dem Ersten Weltkrieg verstärkt elektrische Triebfahrzeuge ein. Ab 1924 beschaffte sie 259 Einheiten der Baureihe Mat ’24. Das Volumen wurde auf vier Hersteller verteilt, einer davon war Beijnes. In den 1930er Jahren wurde die 120 km/h schnelle, Diesel-getriebene Baureihe Mat ’34 ebenfalls im Verbund mit anderen Herstellern gefertigt. Beijnes begann zu der Zeit auch Aufbauten für Autobusse herzustellen. Beim hundertjährigen Jubiläum 1938 beschäftigte das Unternehmen 500 Mitarbeiter. 1950 zog das Unternehmen in eine neue Fabrik in Beverwijk nördlich von Haarlem. In den folgenden Jahren beschaffte die Niederländische Eisenbahn als Ersatz die neue Baureihe Mat ’54. Beijnes war einer der Lieferanten. Aufträge für Straßenbahnen, insbesondere mehrgliedrige Straßenbahnzüge, brachten ebenfalls Beschäftigung.
Für eine weitere Auslastung der Fabrik in Beverwijk sorgte ein Vertrag mit dem schwedischen Automobilhersteller Volvo: Von 1958 bis 1961 montierte Beijnes die Modelle Volvo PV544 („Buckelvolvo“) und Volvo Amazon (PV 121) für den niederländischen beziehungsweise den Benelux-Markt, in geringen Stückzahlen möglicherweise auch das Sportwagenmodell Volvo P1800 Coupé. Zuvor hatte bereits das Unternehmen Polynorm, ein Automobilzulieferer aus Bunschoten, ab 1956 den Vorgänger Volvo PV444 montiert. Hintergrund war, dass die Niederlande zu dieser Zeit einen niedrigeren Einfuhrzoll auf Fahrzeugteile als auf komplette Personenkraftwagen erhob. Bei Beijnes entstanden so ungefähr 2000 Volvo-Fahrzeuge aus Teilen, die zunächst per Schiff von Göteborg nach Amsterdam und mit dem LKW weiter nach Beverwijk geliefert worden waren. Volvo ließ den Vertrag auslaufen, nachdem die Niederlande die vormals unterschiedlichen Zölle für 1962 angeglichen hatte, wodurch die Montage von angelieferten Teilen ihren Kostenvorteil einbüßte.
1959 wurde Beijnes vom niederländischen Wettbewerber Verenigde Machinefabrieken Stork-Werkspoor (VMF) übernommen. Der neue Eigentümer sah sich jedoch veranlasst, das Werk in Beverwijk 1963 zu schließen. VMF seinerseits gab 1972 die Herstellung von Schienenfahrzeugen auf.